# Пашуканис, Евгений Брониславович
Евгений Брониславович Пашуканис (11 [23] февраля 1891, Старица, Тверская губерния, Российская империя — 4 сентября 1937, Москва, РСФСР, СССР) — советский учёный-юрист и государственный деятель, разработчик нового советского права. Доктор права (1914), профессор (1925) Член ВКП(б). Заместитель народного комиссара юстиции СССР (1936—1937).

## Биография
Родился 11 (23) февраля 1891 года в Старице Тверской губернии в семье врача.
В 1909 году поступил на юридический факультет Императорского Санкт-Петербургского университета.
В 1910 году продолжил обучение в Мюнхенском университете, где в 1914 году получил учёную степень доктора права.
В 1920—1923 на работе в Народном комиссариате иностранных дел РСФСР. Председатель Комиссии по делам о лишении российского гражданства лиц, проживающих за границей, решением которой после Октябрьской революции осуществлялась практика массового лишения гражданства за политическую деятельность. По некоторым оценкам, на этом основании были лишены гражданства около двух миллионов человек. В 1922 вместе с П. И. Стучкой организовал секцию права Коммунистической академии — один из центров научной марксистской юридической мысли в СССР. С 1927 действительный член Коммунистической академии, затем член её президиума и вице-президент; с 1931 директор Института советского строительства и права Коммунистической академии; с 1936 заместитель народного комиссара юстиции СССР.
Будучи невольным критиком сталинской государственной системы, объявлен «врагом народа». Арестован 20 января 1937. Приговорен ВКВС 4 сентября 1937 по обвинению в участии в контрреволюционной террористической организации. Расстрелян 4 сентября 1937. Захоронен на Донском кладбище. Реабилитирован 31 марта 1956.
Проживал в Москве на Покровском бульваре, 14/5-21.
Двоюродный брат Пашуканиса, Викентий Пашуканис был секретарем издательства «Мусагет», издателем поэтов-символистов («Издание В. В. Пашуканиса»), после революции — организатором музейного дела.

## Научная деятельность
Автор научных работ по общей теории права, государственному и международному праву, истории права и политических учений. Основной труд — «Общая теория права и марксизм. (Опыт критики основных юридических понятий)» (1924). В этой книге дано марксистское объяснение важнейших правовых категорий, подвергнуты критическому анализу буржуазное право и буржуазные теории права, подчёркнута бесплодность попыток рассмотрения права вне связи с экономическими условиями развития общества и классовыми отношениями.
Пашуканис выступал против концепции «пролетарского права», поддерживаемой рядом советских ученых и юристов-практиков, в частности А. Я. Вышинским. По его мнению, пролетариат не создаёт принципиально новой правовой системы; поскольку право, как и государство, сохраняются, согласно марксистской теории, при социализме как пережитки буржуазного общества, издержки переходного периода, оно имеет во многом буржуазный характер; социализм в своем развитии должен изжить как государство, так и право (в соответствии с марксистским тезисом об отмирании государства).

## Избранная библиография
- Буржуазный юрист о природе государства (1921)
- Общая теория права и марксизм. Опыт критики основных юридических понятий (1924)
- Буржуазное государство и проблема суверенитета (1925)
- Ленин и вопросы права (1925)
- Леон Дюги (1925)
- Обзор основных направлений во французской литературе государственного права (1925)
- Вассальное государство (1925)
- Международное право (1926)
- К характеристике фашистской диктатуры (1927)
- К учению Ленина о восстании (1927)
- Маркс и Ленин в оценке буржуазной науки (1927)
- Марксистская теория права и строительство социализма (1927)
- О революционных моментах в истории развития английского государства и английского права (1927)
- Объект права (1927)
- Заметки о культуре и политике (1927)
- Империализм и колониальная политика (1928)
- К вопросу о задачах советской теории международного права (1928)
- Советский государственный аппарат в борьбе с бюрократизмом (1929)
- Экономика и правовое регулирование (1929)
- Из ленинского наследства: к ленинской теории государства и революции (1930)
- Гегель. Государство и право (к столетию со дня смерти) (1931)
- За марксо-ленинскую теорию государства и права (1931)
- Учение о государстве и праве (1932)
- Маркс и пролетарское государство (1933)
- Очерки по международному частному праву (1935)
- Курс советского хозяйственного права (1935)
- Избранные произведения по общей теории права и государства. — М. : Наука, 1980. — 271 с.